# ソーラー・アップドラフト・タワー

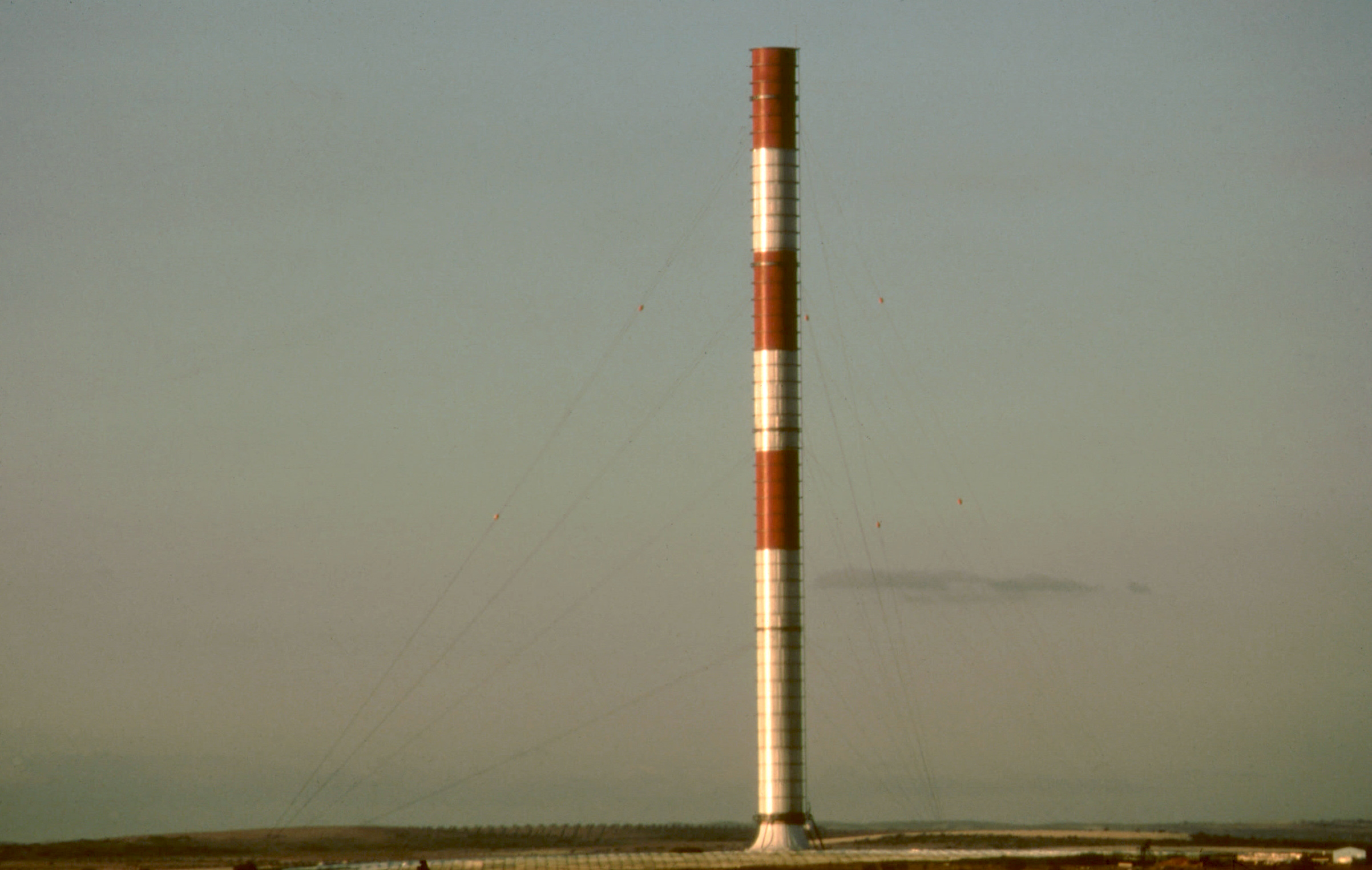
スペインのマンサナーレスに建設されたソーラー アップドラフト タワーの試験施設

ソーラー・アップドラフト・タワー(英：solar updraft tower)は太陽に暖められた地表近くの空気が上昇する気流を煙突に集め、その気流で風力原動機を回して電気を得る再生可能エネルギー発電所である。
ソーラー・アップドラフト・タワーは(1)地面をガラスや透明プラスチックなどの天蓋で覆った温室状の設備で太陽光エネルギーを集積・蓄熱し空気を温めるコレクター部、(2)コレクター部で発生した暖まった空気を集め上昇気流を発生させる煙突部、(3)煙突内部を上昇する気流でタービンを回し発電を行う風力原動機の3つの要素で構成される。
ソーラー・アップドラフト・タワーは、ソーラー・アエロ発電所(Solar Aero Power Plant), ソーラーチムニー(Solar Chimney)やソーラー・タワー(solar tower)など様々な名称で呼ばれている。日本ではエンバイロミッション社の商標であるソーラーチムニーと呼ばれるがソーラー・タワー、ソーラーチムニーはソーラー・アップドラフト・タワー発電所の煙突部を意味することが多い。

## 歴史
1903年、スペイン軍のイシドーロ・カバーニャス大佐は『ラ・エネルヒーア・エレクトリカ（La energía eléctrica）』誌にコレクター、発電機、煙突を備えたソーラー・アップドラフト・タワー発電所の概念を発表した。その後、1926年技術者で教授のベルナール・デゥボーからフランスの科学アカデミーに北アフリカの山麓に太陽熱コレクターを設置し、そこから斜面に沿って標高差2000mの山頂まで斜めのパイプを設置して高さ2000m相当の煙突の代わりとし、その山頂に風力原動機を設置して発電を行う方法が提案された。次いで1931年、ドイツの研究者ハンス・ギュンターはソーラー・アップドラフト・タワー発電所の解説書を著わした。1975年の始め、ロバート・E・ルシエは、オーストラリア、カナダ、イスラエル 、アメリカにソーラー・アップドラフト・タワー発電所に関する特許を申請し1978年から1981年にかけ各国で登録された。
1982年ドイツ連邦共和国の資金提供を受けスペインのマンサナーレスで初のソーラー・アップドラフト・タワー発電の試験施設が建設され、約8年間にわたって実験データを収集し、得られたデータは イェルク・シュライヒらにより整理発表された 。さらに、この実験データを基にシュライヒらは発電能力200MWのソーラー・アップドラフト・タワー発電の概念的な設計、製造コスト、発電コスト等を推算した。
これを基にシュライヒ・ベルゲルマン共同会社やエンバイロミッション社から200MWの発電所建設計画が提案された。
また、中国内モンゴル自治区烏海市近郊のJinshawanに200kWの発電能力を持つソーラー・アップドラフト・タワー発電所が建築され2010年12月に完成し運転が始まった。

## システム構成

概念図:円形のコレクターの中央に煙突 (Tower) が建てられ、その足元にタービン式風力原動機が設置される

ソーラー・アップドラフト・タワーは大きく次の3つの要素で構成される。
- 太陽熱を集積・蓄熱し空気を温めるコレクター部。
- 温まった空気から上昇気流を発生させる煙突部。
- 煙突内部を上昇する気流でタービンを回す風力原動機。

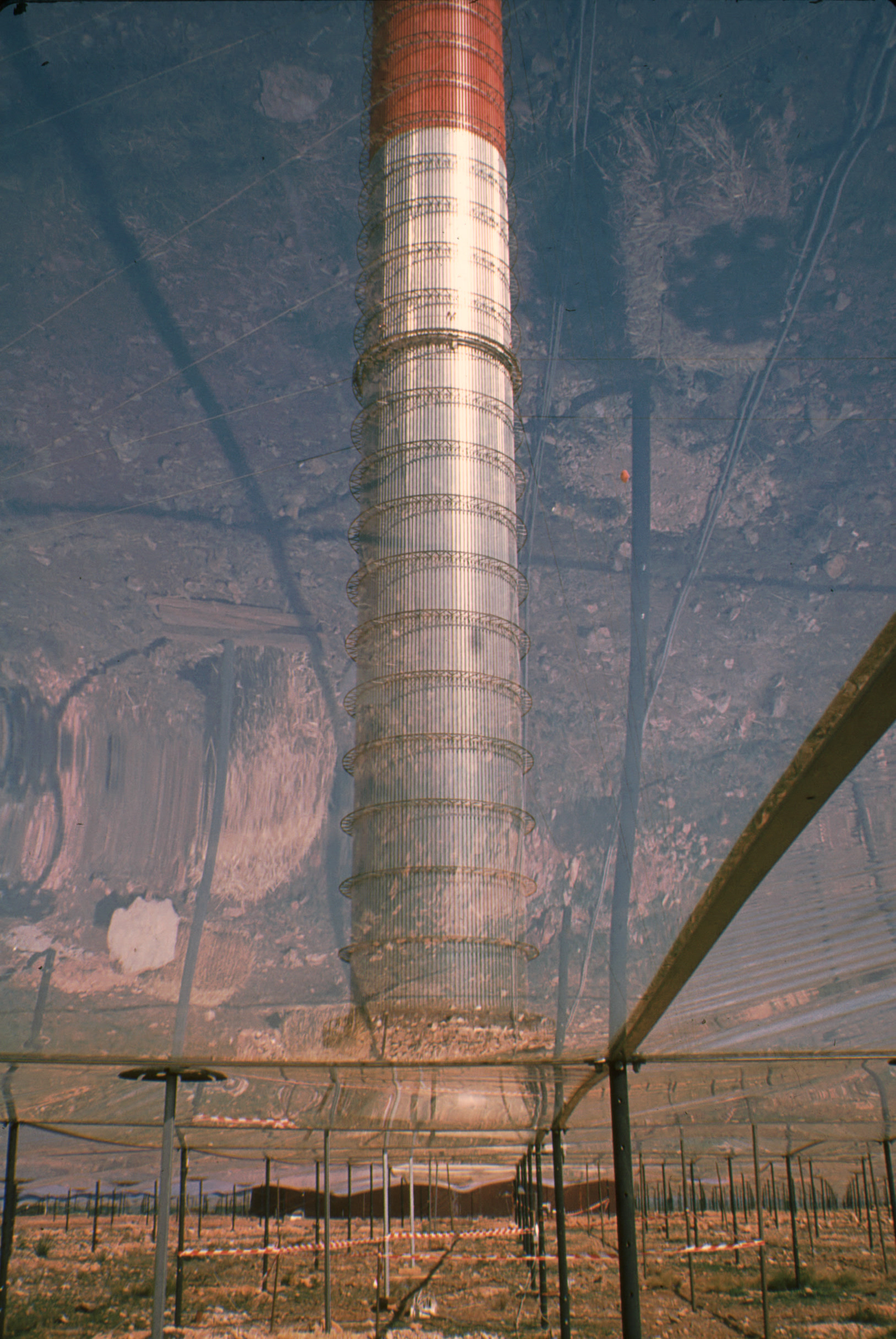
マンサナーレス試験施設のコレクターの内部、ポリエステル製の天蓋を金属製支柱で支えている

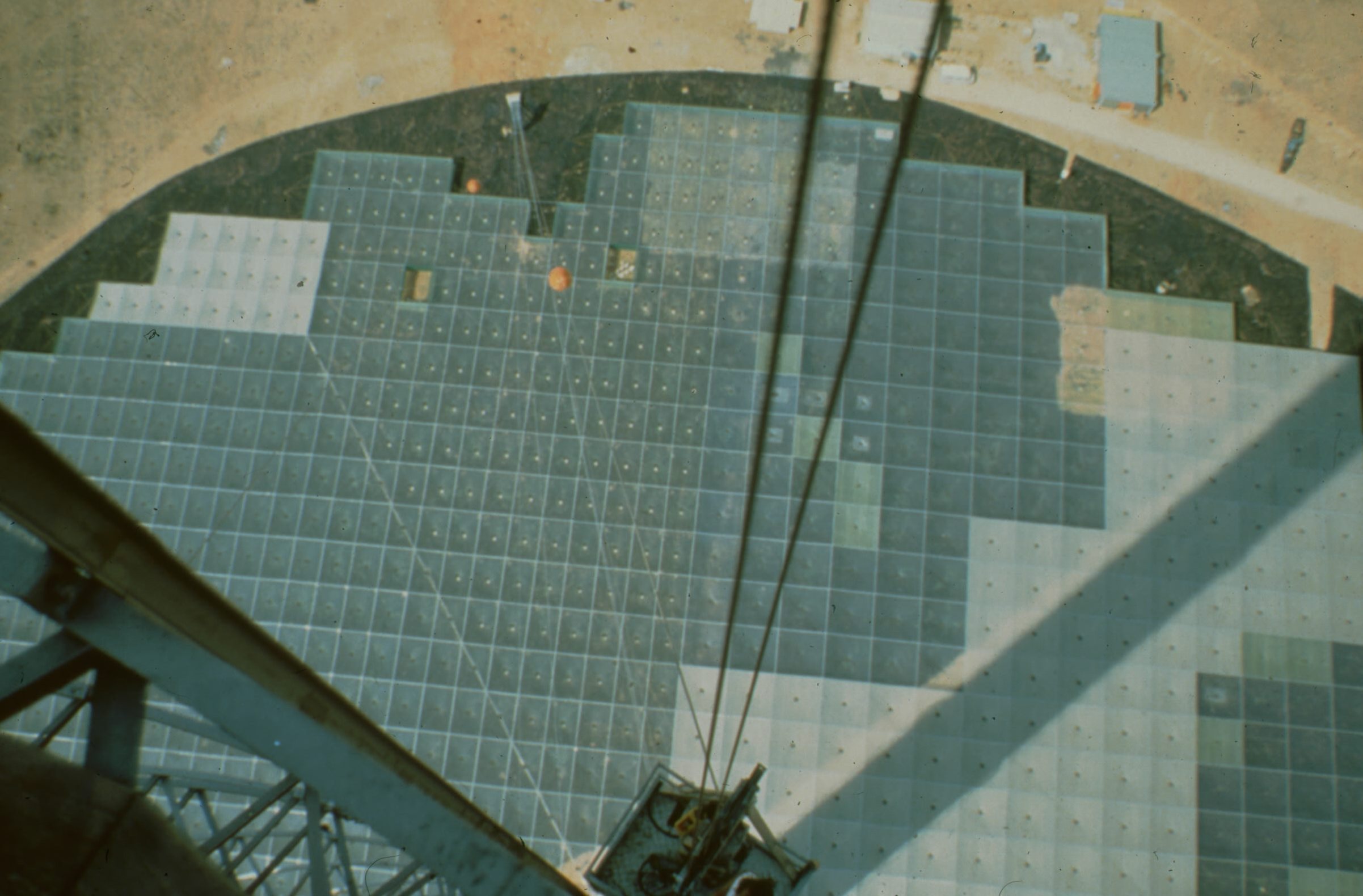
マンサナーレス試験施設の煙突上部から見たコレクター

### コレクター
太陽が地面を照らすと太陽光エネルギーで地表が温められ、その地面に接する空気もそれにより温められる。温められた空気は上部の冷たい空気より軽いため上昇気流となって昇っていく。コレクターは温室に類似した設備で太陽光のエネルギーを地表で吸収・蓄熱すると共にコレクター内の空気を暖め、その暖かくなった空気を集めて煙突に導く機能を有する。構造は直径100m～数kmの円形建物で天蓋部分を金属フレームで支えられた太陽光を良く透過するガラスや耐候性が高い透明プラスチック・フィルムで覆い、その円形建物の中心に煙突を設置する。天蓋の高さは外周部で1～数mで暖められて軽くなった空気がスムーズに中心の煙突方向に流れるように中心に近づくに従って次第に高くなる様に作られる。天蓋の下の床は地面が露出し、それが太陽エネルギーを吸収すると共にエネルギーを備蓄する機能を有する。この場合、太陽光エネルギーの40%を占めながら-太陽光発電では利用できない赤外線部分も利用できる。また、集光が必要な太陽熱発電では利用できない散乱光も吸収可能で曇天時で発電でき、さらに天蓋の汚れの影響が少ないため、太陽光発電のパネルや太陽熱発電の鏡の様にガラス面を洗浄するための水を必要としない。コレクターの外周に近い部分は地面温度が中心部と比べ比較的低く、また冬でも寒くならないのでそこを温室として農産物の栽培に利用する、これは砂漠緑化や砂漠化防止に有効な機能である。また、この場合中で農業機械を使うためこれに支障を来さない天蓋高さが必要となる。
コレクターの外周部が空気取り入れ口となる。取り込まれた空気は中心の煙突部分に向かって流れて行くが、その間に地面の熱に暖められ次第に温度が高くなり、数MW級の発電設備の場合、中心の煙突への入口部分で空気温度は外部より20～35K高くなる。コレクター中央の煙突入口部では各方向から流れてきた空気がぶつかり合い空気の運動エネルギーが相殺される、これを避けるためこの流れを上方に向ける工夫がなされている。
地面が温まっていれば、夜間でも発電が可能で、夜中でも真昼の10%程度の発電ができる。さらに夜間の発電量を増加させるため、温室の地面の上に土壌より比熱容量が5倍程度大きい水を入れたパイプを設置し、昼間の太陽熱エネルギーで水を暖めて蓄熱し(Thermal storage)、夜間はその温水で空気を温めて発電することで夜間の発電量を増大する方法が取られる。試験施設での実測データではコレクター部に水深20cm相当の水を入れると昼間のピーク発電量は下がるが夜間も含め終日発電能力の40%程度の電力を発電できた。

ソーラー・アップドラフト・タワーの設置場所に求められる条件は下記の項目があげられる。
- 年間日射量が1950kWh・m-2・年-1(＝19MJ・m-2・日-1)以上であること[20]。（なお、新エネルギー・産業技術総合開発機構の日射量データベース[21]によると日本の年間日射量は10～14MJ・m-2・日-1である）
- 地面の高低差が天蓋高さ以下で直径数kmの広大な土地が利用できること。
- 台風、砂嵐、強風が吹かない、大雪、霰・雹が降らないこと。

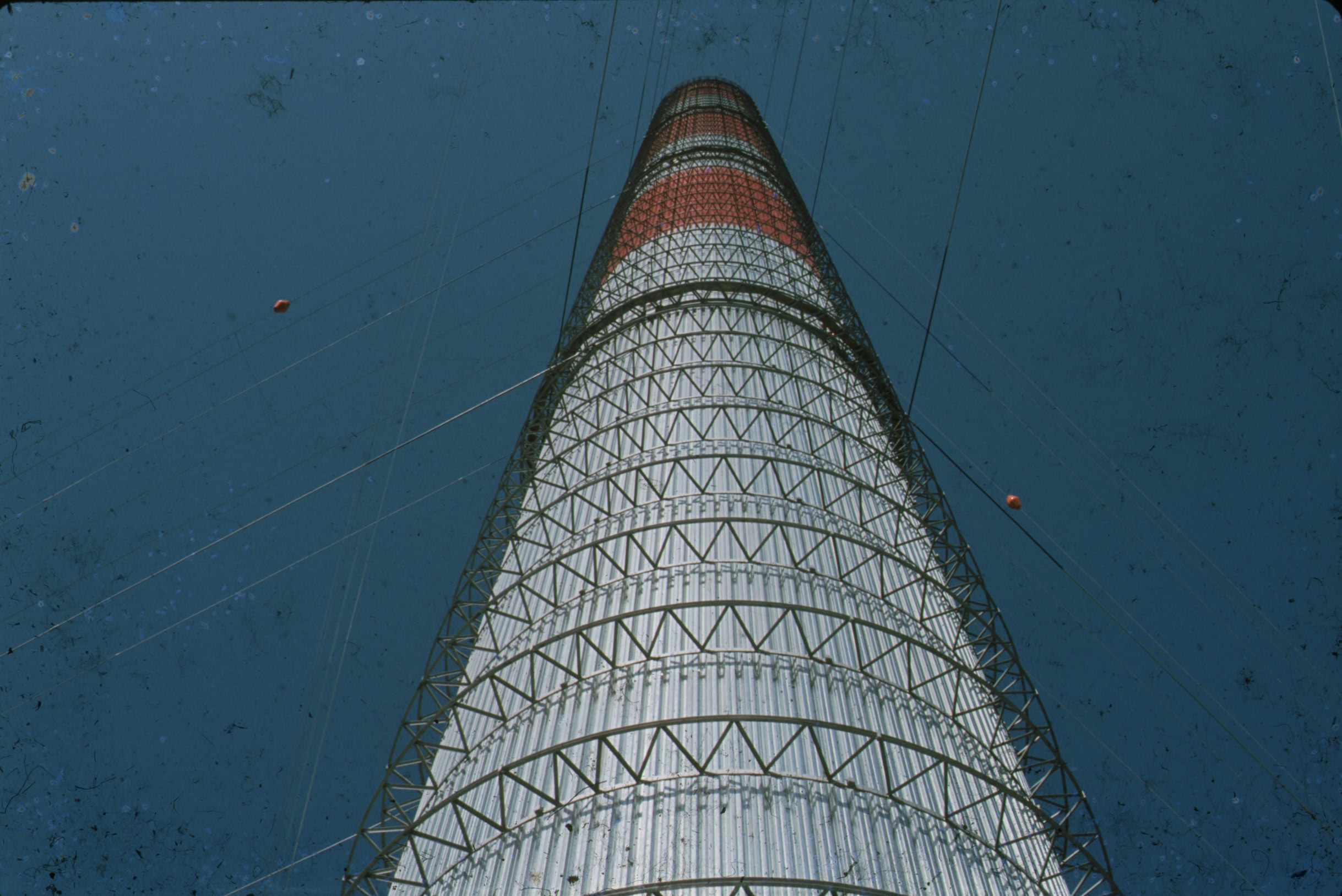
マンサーナレス試験施設の煙突部：鉄板製の筒を支え綱で支持した構造

- 土地に他の用途がなく安価なこと。

### 煙突
煙突は内外の空気の温度差によって生じる煙突効果によって煙突内に上昇気流を発生させる発電所の心臓部である。構造は上部から下部迄同じ太さの円筒状のパイプを直立させた形状で、パイプの内径は空気の低摩擦損失が最小になるように高さに対する比を最適化する。煙突内に生じる気流のエネルギーは煙突の高さに比例するため、高さ500～3000mの煙突が想定されている。またエネルギーは煙突内外の温度差にほぼ比例する。メガワット級のソーラー・アップドラフト・タワーでは、コレクタ部で内部温度は外部温度より35〜約30K 高くなる。これにより煙突内に発生する風は内部での作業に支障をきたさない風速15ms-1程度になるように設計されている。メガワット級の発電所では煙突材料は強度、コスト、寿命や入手のしやすさからコンクリートが選ばれる。しかし地震が多い地域では他の材料での建設が必要となる。
煙突で作られる気流のエネルギーはその高さに比例するため高い煙突の建設が提案されているが高い煙突は建設費が高く、また耐震性が低くギリシャのように地震が多い国では建設が困難である。そこでギリシャのChristos Papageorgiouは気球で煙突を作るアイデアを提案している。それによると、ヨットの帆の材料として長く使われているポリエステル繊維で長さ3000m、内径100mの円筒パイプ状の気球を作りその中に空気より軽いガスを入れて膨らませる。この膨らんだ円筒気球の一端をコレクターに固定すると他端はガスの浮力で浮き上がり高さ3000mの煙突となる。ガスとしてはヘリウム、水素やアンモニアガスなどが考えられるがコスト的にはアンモニアがふさわしい。
この構造の煙突は20m/秒以上の強風が吹ず砂嵐、台風、大雪などない場所で利用できる。Papageorgiouはこの発電システムを Floating Solar Chimneys (FSCs) と名付けた。

煙突効果の図：煙突内の暖かい空気は外気より密度が低いので煙突内を上昇し同時に下部の空気取り入れ口から外気が吸い込まれる

#### 煙突効果
煙突の中に外気より暖かい空気があると、高温の空気は密度が小さいため、煙突下部の圧力は外部より低くなる。このため煙突下部の空気取り入れ口から外部の空気が煙突に入り込み、煙突内部の暖かい空気が上昇する。この現象を煙突効果という。
この効果により煙突上下に
{\displaystyle \Delta P\;=\;C\,\cdot h\;{\bigg (}{\frac {1}{T_{o}}}-{\frac {1}{T_{i}}}{\bigg )}}
の圧力差が生じる。

更に、この圧力差によって煙突内部には下記速度の風が流れる。
{\displaystyle u_{o}\;=\;{\sqrt {2\;g\cdot h\cdot {\frac {T_{i}-T_{o}}{T_{i}}}}}}
また、この風の持つエネルギーは風速の自乗に比例する事からこのエネルギーは煙突の高さ h に比例することが分かる。
| 記号 | 意味と 単位                     |
| ΔP   | : 生じる圧力差, [Pa]            |
| uo   | : 煙突内の風速, [m・s-1]        |
| g    | :重力加速度 [9.80665 m・s-2]    |
| C    | : 定数：3463, [kg・K・m-1・s-2] |
| h    | : 煙突の高さ, [m]               |
| To   | : 外気の絶対温度, [K]           |
| Ti   | : 煙突内平均温度, [K]           |

実例

1981年にスペインのマンサナーレスに作られたソーラー アップドラフト タワーの試験施設の実測データでは、煙突内外の温度差:Ti - To = 20Kで、煙突高さは195メートルである。
外気温度は明記されていないが23℃=300Kとすると圧力差ΔPと風速uoはそれぞれ

圧力差 = 144 Pa = 1.44 ヘクトパスカル

風　速 =   11 m・s-1 ＝ 時速40kｍ

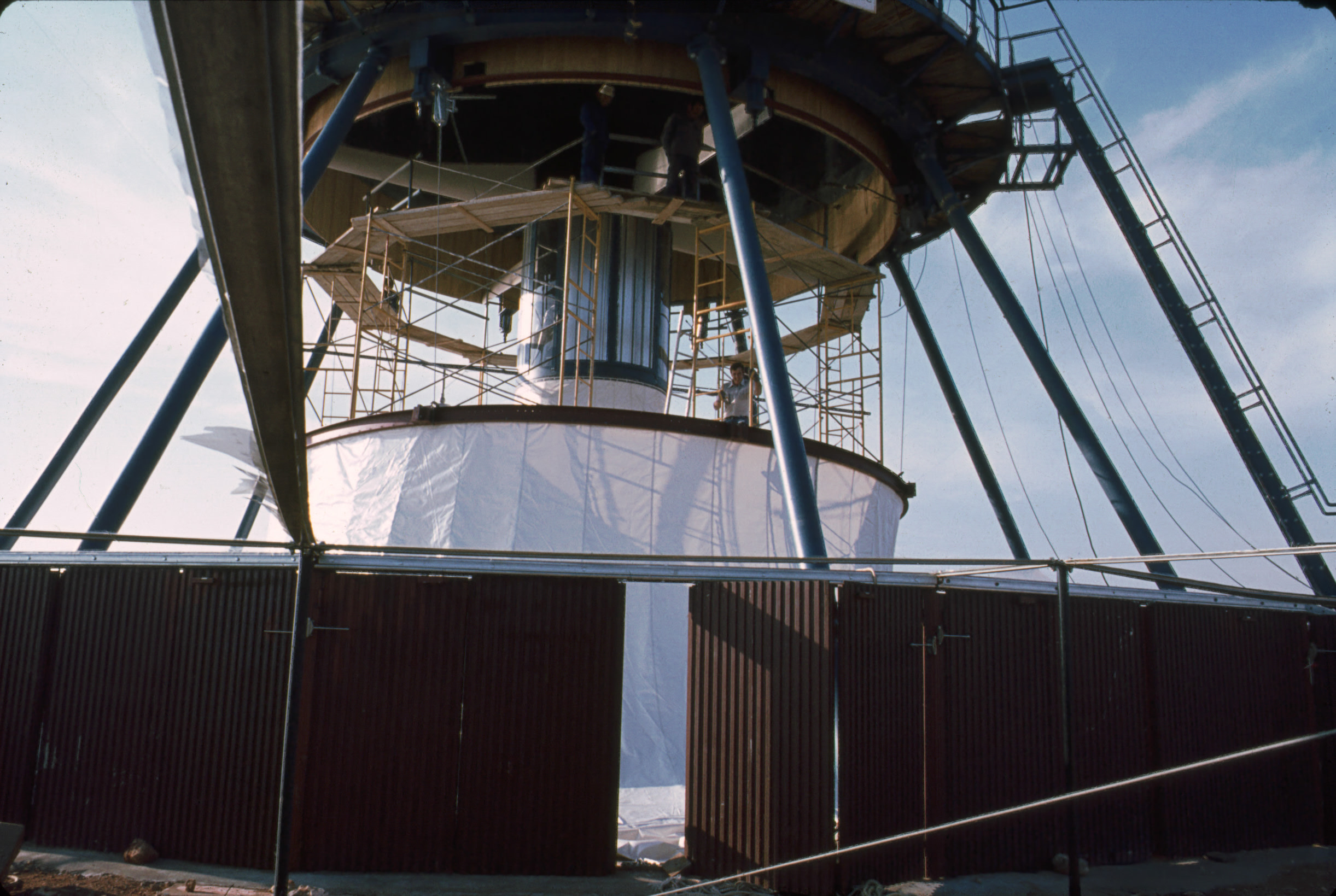
マンサナーレス試験施設の建築中の風力原動機

となる。

### 風力原動機
風力原動機は煙突内の風が持つ運動エネルギーを回転エネルギーに変換して風力原動機を回し電気エネルギーに変換する機能を有する。ソーラー・アップドラフト・タワーでは風力原動機として、風の圧力を回転エネルギーに変換する車室を有する衝動タービン式を用いる、これは 風力発電で用いられる 反動タービンと比べと単位断面積当たりの出力が1桁大ききくなるためブレードの小型が可能となる。また、この方式では風車による圧力損失は小さい。ソーラー・アップドラフト・タワーでは早朝、地面が温まる前は内部と外部の温度差が少ないため上昇流の風速は遅いが、お昼頃には風速が上がる、また夏と冬でも風速が変化する。このような変動する風の下でエネルギー変換効率を最大とするため気流速度と空気の流量に応じて羽（ブレード）の角度が変えられる風車が用いられる。ベッツの法則によると風圧エネルギーから回転エネルギーへの変換効率は最大59%であるが、実際の装置では40%程度となる。大型のソーラー・アップドラフト・タワー設備では保守作業の容易さから風力原動機は煙突の中心ではなく煙突下部の側面に複数設置する方式が考えられている。
スペインで建設された試験設備で使用された風力原動機は水平軸多翼形風車で4枚の角度可変ブレードを有し、風速2.5ms-1以上で起動、12mｓ-1で最大出力50kWが得られる。この風力原動機は煙突下部に作られた高さ9mの鉄骨製架台の上に設置された。

## ソーラー・アップドラフト・タワーの利点と課題

### 利点
- 発電時に燃料を用いない。
- 発電時にCO2を排出しない。
- 蓄熱機能があり夜間も発電可能。
- 構造が単純で保守性が高く維持費用が小。
- 太陽の直接および散乱光を使用するため曇天時でも発電可能。
- 太陽光発電では利用できない太陽の赤外線エネルギーも利用可能。
- 太陽光、太陽熱発電で必要なガラス洗浄用の水を使用せず、砂漠の設置に有利。
- 太陽光発電、風力発電と異なり短時間出力変動が少ない。
- 温室としても利用でき、砂漠の緑化、砂漠化防止に有効。
- 巨大な設備が観光施設となる。

### 課題
- 日射量が1950kWh・m-2・年-1以上の場所に限られる（サバンナや砂漠地帯に限られる）
- 発電効率が低く広大で平坦な敷地が必要。
- 初期投資コストが高い。
- 地震、嵐、竜巻、砂嵐、雹・霰、大雪などの自然災害に弱い。
- 航空機の飛行障害、景観問題。

## 最初の試験設備
1982年、スペインマドリード南方150キロメートルのシウダ・レアル県マンサナーレス(39°02′34.45″N 3°15′12.21″W)に初のソーラー・アップドラフト・タワー発電の実験施設が建設され、約8年間にわたって稼働した。この実験施設はドイツ連邦共和国政府の資金提供を受け  ドイツのイェルク・シュライヒ教授の指導で建築された。
この施設の仕様は、煙突の直径10m、高さ195m、コレクター面積は46,000m2で発電能力は最大電力出力時約50 kWであった。コレクターの窓材料は試験のため単層ガラスまたは複層ガラスまたはプラスチック（耐久性が十分でないことが知られている）などの異なる材料が用いられた。また天蓋がガラス製の部分の一部は実際に温室 として植物を育てるのに使われた。施設の稼働中180個のセンサーで内側と外側の温度、湿度、風速が一秒毎に測定された 。この実験の結果、透明プラスチックは耐性が不十分であることが分かった。尚稼働時に発電した電力の外部への販売はおこなわれなかった。この煙突の支え綱線は錆防止処理がされていなかったため、腐食が進み1989年に嵐のため煙突が倒壊し実験施設は閉鎖された。
| 項目                   | 値                         | 単位 |
| ---------------------- | -------------------------- | ---- |
| 煙突高さ               | 194.6                      | m    |
| 煙突半径               | 5.08                       | m    |
| コレクター平均半径     | 122.0                      | m    |
| プラスチック幕天蓋面積 | 40,000                     | m2   |
| ガラス天蓋面積         | 6,000                      | m2   |
| 平均天蓋高             | 1.85                       | m    |
| コレクター内外温度差   | ΔT = 20                    | K    |
| タービンのブレード数   | 4                          |      |
| タービンブレイド形状   | FX W-151-A                 |      |
| 羽先端速度 対 風速比   | 1 : 10                     |      |
| 公称出力               | 50                         | kW   |
| 運転モード             | 独立またはグリッドへの接続 |      |

## 経済性

### 概念設計
シュライヒらはスペインのマンサナーレスでの実験結果を基に年間日射量が2300kWh・m-2・年-1(東京の年間日射量の約2倍)の場所に設置する前提でコンクリート製の煙突を持つ発電能力5MW、30MW、100MW、200MWの設備についての概念設計を行った。これによると200MWの発電所ではコレクターの面積が約38.5km2 （山手線内の面積の60%）で、煙突の直径120m(東京ドームのグラウンドと同じ面積), 高さ 1000m（東京スカイツリー1.5倍強）の巨大な建築物となる。
また、年間日射量と面積の積からコレクターが太陽から受けるエネルギーが算出でき、これで年間発電量を割るとシステム全体の変換効率が得られるが、その値は0.5～0.96%で他の太陽エネルギーを用いた発電と比べ小さい。
| 発電能力       | MW        | 5    | 30   | 100   | 200   |
| -------------- | --------- | ---- | ---- | ----- | ----- |
| 煙突高さ       | m         | 550  | 750  | 1000  | 1000  |
| 煙突直径       | m         | 45   | 70   | 110   | 120   |
| コレクター直径 | m         | 1250 | 2900 | 4300  | 7000  |
| コレクター面積 | km2       | 1.23 | 6.61 | 14.52 | 38.49 |
| 年間発電量     | GWh・年-1 | 14   | 99   | 320   | 680   |
| 変換効率       | %         | 0.50 | 0.65 | 0.96  | 0.77  |

### 建設費
シュライヒらはさらに建築費と発電コストを試算した。これによると200MWの発電所で建築総コストは約606億円（1€＝100円として計算）となる。この内コレクターが約43%の261億円となっているが、これには土地代は含まれていない。この建設コストと直接比較はできないが、東京都が計画している発電能力が5倍の100万kW(1000MW)の天然ガス発電所の建設費は約1000億円である。また、新エネルギー･産業技術総合開発機構の報告によると2008年の風力発電所の建設コストはインド、中国で10万円/kW程度、200MWの発電所では200億円と推測されている。
| 発電能力         | MW       | 5    | 30   | 100  | 200  |
| ---------------- | -------- | ---- | ---- | ---- | ---- |
| 煙突建設費       | 百万€    | 19   | 49   | 156  | 170  |
| コレクター建設費 | 百万€    | 10   | 48   | 107  | 261  |
| 風力原動機設備費 | 百万€    | 8    | 32   | 75   | 133  |
| その他           | 百万€    | 5    | 16   | 40   | 42   |
| 合計             | 百万€    | 42   | 145  | 378  | 606  |
| 年間投資         | 百万€/年 | 2.7  | 10.2 | 27.1 | 43.7 |
| 年間運用保守費用 | 百万€/年 | 0.2  | 0.6  | 1.7  | 2.8  |
| 発電コスト       | €/kWh    | 0.21 | 0.11 | 0.09 | 0.07 |

### 発電コスト
この建設費用からシュライヒらは借入金利を6% 、設備減価償却期間を30年とした場合の発電コストを試算した。それによると発電所規模が5MWの場合1kWh当たり約21円（1€＝100円として計算）、200MWの場合約7円となる。これは値は日本の太陽光発電ロードマップの2020年の家庭用電力（23円/kWh）、2050年の汎用電力（7円/kWh）の目標値に相当する。なお、発電コストは減価償却期間と借入金利に大きく依存する。償却期間20年、金利12%の場合約12円/kWhに上がるが、償却期間40年、金利6%の場合約6円/kWhに下がる（200MW）。

### Floating Solar Chimneysの経済性
Papageorgiou は Floating Solar Chimneys 発電所の建設コストなどの試算を行った。それによると太陽エネルギーの年間照射量2300kWh・m-2・年-1の地域に高さ3000m、内径100mの気球式煙突を有し発電能力200MWh、年間発電量600GWh・年-1 の発電所を建設した場合
- 天蓋材料がプラスチックシートなら、

建設費:55億円（1€＝100円として計算）、コレクター面積:7.2ｋｍ2、効率:3.6%となる。
- 天蓋材料がガラスなら

建設費:103億円（1€＝100円として計算）、コレクター面積:6.0km2、効率:4.3%となる。
これはシュライヒらの値の1/6程度と極めて安価でシュライヒらが用いる発電機器の費用以下でできることになるが、煙突以外の部分が安価になる根拠は示されていない。

## 温室効果ガス排出量とエネルギー収支

### 温室効果ガス排出量
2012年段階でソーラー アップドラフト タワーの温室効果ガス(GHG)排出量に関するデータは見られない。本発電所は建築材料や建築工事時に温室効果ガスの排出を伴うが、運転（発電）中の排出はない。しかもコレクター内部を農場として使用し、植物によるCO2吸収が期待されるため、建築材料の採鉱から施設廃棄までのライフサイクル中の全排出量を、ライフサイクル中の全発電量で平均した値（排出原単位）は化石燃料発電による排出量（日本の平均で690g-CO2/kWh）よりも少ないと期待される。

### エネルギー収支
2012年段階でソーラー・アップドラフト・タワーのエネルギーペイバックタイム(EPT)やエネルギー収支比(EPR)の見積に必要な実測データは得られていないが、シュライヒらは概念設計を基に正味のエネルギー回収は2-3年という数値を推定している

## 各国の開発状況

### 中華人民共和国
中華人民共和国内モンゴル自治区烏海市近郊のJinshawanで2009年5月に建設が始まった200kWの発電能力を持つソーラー・アップドラフト・タワー発電所が2010年12月に完成し運転を始めた。さらに、13.8億人民元（1人民元=12.3円として170億円）をかけて2013年までに広さ2.77km2のコレクターで27.5 MWの発電能力を有する発電施設を作るという計画が2009年5月に始まっている。このコレクターには、砂を天蓋で覆うことで砂嵐によって生じる砂の移動を抑え、砂漠化の進行を抑制し気候を改善する効果も期待されている。

### スペイン
スペインのカスティーリャ＝ラ・マンチャ州シウダ・レアル県のフエンテ・エル・フレスノにエンジニアリング会社のカンポ3とカスティーリャ＝ラ・マンチャ大学(UCLM)大学の協力のもと2007年から煙突高750m、コレクター面積3.5km2、発電能力40MWを有するシウダ·レアル・トーレ・ソラール（Torre solar de Fuente el Fresno）と呼ばれる発電所の建設計画が提案された。

### オーストラリア連邦
オーストラリア連邦のエンバイロミッション社は2001年に、オーストラリア・ニューサウスウェールズ州Burongaにソーラー アップドラフト タワー発電を建設する計画を発表したが実現せず、現在アメリカ・アリゾナ州での建設計画に変更されている。

### ボツワナ共和国
南アフリカ共和国からの電力輸入に大きく依存しているボツワナ共和国では再生可能エネルギーによる電力で輸入電力を削減することを検討した。その中で小規模のソーラー・アップドラフト・タワー実験設備を建設した。この実験設備はガラス繊維強化ポリエステル性の直径2m、高さ22mの煙突とスチール製枠で組み立てるられた広さ約160m2のガラス製コレクターと風速、空気温度、太陽熱量などの量を測定する11個のセンサーで構成されていた。この設備で2005年10月7日から11月22日まで、30秒間隔で温度や風速などを測定する実験が行われた。

### ナミビア共和国
知的財産管理会社ハーン&ハーン社MDのアラン・ダンロップによると、2008年7月にナミビア共和国政府は  Greentower と呼ばれる発電能力400MWのソーラー・アップドラフト・タワーの建設計画案を承認した。発電所は直径280m、高さ1.5kmの煙突と37km2のコレクターで構成され、建設コストは1.5億US$（US$=80円として120億円） 。コレクター内では換金作物を栽培する計画である。。

### トルコ共和国
トルコ共和国のスレイマン・デミレル大学再生可能エネルギー研究・応用センター(YEKARUM)ではソーラー・アップドラフト・タワーの小型実験設備を建設した。

### アメリカ合衆国
2010年10月に、エンバイロミッション社は南カリフォルニアの公共電力公社(SCPPA)への売電を目指しアリゾナ州西部で2基の200 MW ソーラー・アップドラフト・タワーを建築する計画を発表した。
同社は2011年1月にエージーエス・キャピタル・グループから2980万US$（US$=80円として31.8億円） の資金を確保し 、2011年8月に米国の建築コンサルト会社のヘンゼルフェルプス建設が原価試算と建設スケジュールの立案を開始した。建設の障害としては建設予定地がカリフォルニア州の州爬虫類に指定され、絶滅が危惧されているサバクゴファーガメの生息地であるため、建築に際して生息地の移転が必要となることである。

### アラブ首長国連邦
アラブ首長国連邦大学の Mohammad O. Hamdan はペルシア湾沿岸でのソーラー・アップドラフト・タワーの可能性を検討した。それによるとコレクター直径が1000m、煙突高500ｍのソーラー・アップドラフト・タワーで8MWの発電能力が得られる。この設備により夏期に得られる発電量はペルシア湾岸で最も電力使用量の多い地域の必要量より大きな値となる。 

## その他の用途例

### 極地でのソーラー・アップドラフト・タワー
カナダなどのように高緯度に位置する地域では太陽の日射角度が小さいため単位面積当たりの日射量が少ないが、その様な地域では山の南側の斜面に沿ってコレクターを設ければ単位面積当たりの日射量が増加する。斜面の上部程幅が狭くなるようにコレクターを作ればコレクターが同時に煙突の機能を発揮する。さらにコレクターの最上部に煙突と風力原動機を設置すれば赤道近くに設置された同様なプラントの出力の85%まで作り出すことができると報告されている

### ソーラーノズル
ソーラー・アップドラフト・タワーのコレクターと煙突の代わりに円錐状の透明なテントで平地を覆い、その上部の細い部分に風力原動機を取り付けて発電するアイデアが提案されソーラーノズルと名づけられている。

### 下降駆動型エネルギータワー
コレクターがない単純な煙突の上部から水を噴霧すると上部の空気が水の気化熱で冷却される。この結果上部の空気は下部の空気より重くなり下降気流が発生する、それで塔の下部にある風力タービンを駆動して発電を行う、下降駆動型エネルギータワーが提案されている。

### ソーラーポンド蓄熱
ソーラー・アップドラフト・タワーでは平地にガラスや透明プラスチックで温室状のコレクターとその下の土壌で太陽エネルギーを集積・保存し、そのエネルギーで発電を行う。ソーラーポンドは深さ数m程度の池の底部に塩を溶かす、そこに太陽があたると池が温まるが、底部の塩分を含む水は含まない水より重いため、対流による熱損失が起らず底部の温度は80℃近くにもなり多くの熱が蓄積される。この現象を利用し、コレクターを用いるの代わりに塩を多く含む池をエネルギーの集積・保存に利用する発電のアイデアが提案され、特に夜間の発電用途に期待されている。またこのソーラーポンドで魚の養殖を行うなどのアイデアも提案されている。

### 空気中の水分回収/海水の淡水化
中国の研究者らにより、高い煙突の上部では温度が下がるため、空気中の湿気が凝縮して水が得られるとのシミュレーション結果が報告されている 。さらに、ソーラー・アップドラフト・タワーを熱源として海水を蒸発させ海水の淡水化を行うアイデアも提案されている。

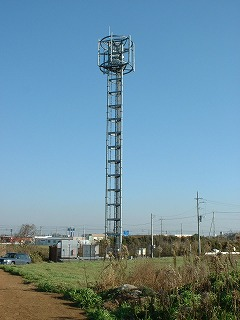
携帯の基地局アンテナ(ドコモ)例

### 携帯電話基地局の利用
インドでは5億人が携帯電話を使用し25万本の基地局アンテナが存在する。このアンテナをソーラー・アップドラフト・タワーの煙突とする発電所を作り、基地局が使用する電力を供給発電することが検討されている。

### 都市のヒートアイランド対策
都市のヒートアイランド対策として、都市全体を透明な天蓋で覆い、そこに煙突を取り付けて風を起こし温まった空気を除く方法が提案されている。